# Давель, Жан
Жан Даниель Абраам Давель (Майор Давель; фр. Jean Daniel Abraham Dave; 20 октября 1670, Во — 24 апреля 1723, Лозанна) — лидер народно-освободительного восстания района Во против власти Берна в 1723 году, окончившегося поражением и казнью Давеля.

## Биография
Сын пастора Фрэнсиса и Марии. Проживал в Лозанне с 1676 год, где обучался в колледже, после чего работал нотариусом и комиссаром. В 1692 году начал военную карьеру на службе у Евгения Савойского и Джона Черчилля. В 1712 году участвовал на стороне Берна в Тоггенбургской войне между протестантскими и католическими кантонами Швейцарии. После победы сил протестантов вышел на пенсию и поселился в районе Во, где занялся судебной деятельностью. В 1717 году назначен властями Берна командующим ополченческими силами района Лаво в звании генерал-майора (отсюда название «майор Давель»).
Столкнувшись с сопротивлением по внедрению в районе Во Consensus Helveticus, Давель почувствовал себя призванным освободить край из-под власти Берна. 31 марта 1723 года, воспользовавшись благоприятной обстановкой, Давель возглавил восстание численностью до 600 человек. Тогда же он объявил манифест с перечнем нарушений, допущенных властями Берна. Весть об инциденте быстро дошла до Берна, и 1 апреля Давель был арестован. Под пытками не раскаивался. Приговорен к смертной казни. Обезглавлен 24 апреля 1723 года в Види (ныне район Лозанны).
На месте казни в Види (парк Бурже) сооружен памятник с надписью: «Здесь Давель отдал жизнь за свою страну. 24 апреля 1723».